# Gaetano Melandri Contessi
Gaetano Melandri Contessi (fl. XIX secolo) è stato un fisico italiano del XIX secolo.

Disquisizione sui paragrandini, 1826
(Fondazione Mansutti, Milano).

Membro dell'Ateneo di Treviso insieme ad Alessandro Volta, prese parte alla polemica sui sistemi di prevenzione contro i fulmini e la grandine, che coinvolse anche Angelo Bellani, Paolo Beltrami, Giuseppe Demongeri, Alexandre Lapostolle, Le Normand, Giovanni Majocchi, Pietro Molossi, Giovanni Battista Nazari, Francesco Orioli, Charles Richardot, Antonio Scaramelli, Charles Tholard e Alessandro Volta. Le compagnie assicurative usarono questi studi per valutare rischi e premi per i campi agricoli.